# Mercedes 10/40/65 PS
La Mercedes 10/40/65 PS era un'autovetture di lusso prodotta dal 1921 al 1924 dalla Casa tedesca Daimler Motoren Gesellschaft per il suo marchio automobilistico Mercedes.

## Profilo e caratteristiche

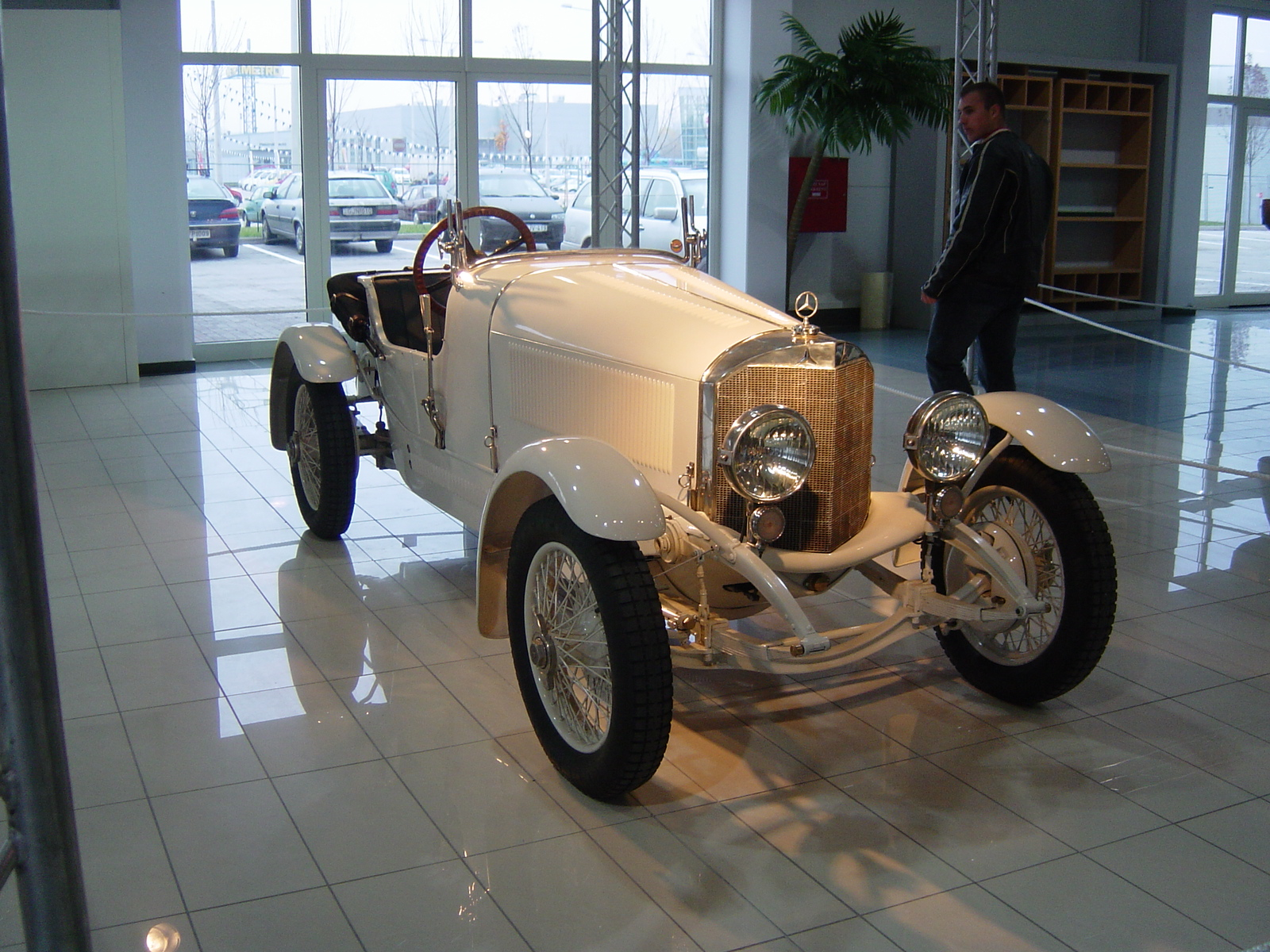
Una Mercedes 10/40/65 PS Spider

Come il modello 6/25/40 PS, nato anch'esso nel 1921, la 10/40/65 PS è stata anch'essa un modello sovralimentato, ed anch'essa con compressore volumetrico. I due modelli sono stati quindi i primi al mondo ad adottare la sovralimentazione nella produzione di serie.

Quanto alla 10/40/65 PS, essa montava una quadricilindrico da 2.6 litri. La sovralimentazione si inseriva automaticamente non appena veniva premuto a fondo il pedale dell'acceleratore. In caso di utilizzo "tranquillo", quando cioè non entrava in funzione il compressore, il propulsore erogava 40 CV a 2400 giri/min. A compressore inserito, i cavalli salivano a 65, erogati a 2800 giri/min.

In realtà, per la maggior parte del periodo della sua produzione, la vettura venne commercializzata semplicemente come 10/40 PS. Fu solo a partire dall'inizio del 1924, ultimo anno di produzione, che la denominazione cambiò in 10/40/65 PS. Per l'occasione, furono apportate alcune modifiche tecniche, come ad esempio nell'impianto frenante, inizialmente agente solo sull'albero di trasmissione ed in seguito anche sull'avantreno.
 
Di seguito vengono mostrate le caratteristiche tecniche della 10/40/65 PS.
- PROPULSORE:
  - motore: 4 cilindri in linea;
  - alesaggio e corsa: 80x130 mm;
  - cilindrata: 2614 cm³;
  - distribuzione: un asse a camme in testa;
  - valvole: valvole in testa disposte a V;
  - alimentazione: un carburatore Mercedes con valvola a farfalla;
  - accensione: magnete ad alta tensione (12 V);
  - potenza massima: 65 CV a 2800 giri/min.
- TRASMISSIONE:
  - tipo trasmissione: ad albero cardanico;
  - trazione: posteriore;
  - cambio: a 4 marce;
  - frizione: a doppio cono con guarnizioni in cuoio.
- AUTOTELAIO:
  - telaio: in lamiera d'acciaio stampata con sezione ad U;
  - sospensioni: ad assale rigido con molle a balestra;
  - freni: a ceppi sull'albero di trasmissione, dal 1924 anche con dispositivo meccanico agente sull'avantreno.
- PRESTAZIONI:
  - Velocità massima: 110 km/h.

Prodotta come limousine, ma anche come spider, la 10/40/65 PS venne tolta di produzione alla fine del 1924. Non ebbe un'erede diretta, neanche dopo qualche anno, come talvolta avveniva. In ogni caso, il successivo modello che più le si avvicinò per classe e potenza fu la Mercedes-Benz Typ 350 W05, non più sovralimentata, ma aspirata.